# 中津市の地名
中津市の地名では、大分県中津市の地名の一覧を記す。()内は旧町・大字名である。

## 大字
昭和の大合併期最後の、今津町編入(1955年)時点で、旧中津町の大字のない地区と41大字から成り立っていた。
- （大字なし=旧中津町)
- 小祝(旧中津町)
- 大塚(旧大江村)
- 蛎瀬(旧大江村)
- 角木(旧大江村)
- 上宮永(旧豊田村)
- 島田(旧豊田村)
- 下宮永(旧豊田村)
- 中殿(旧豊田村)
- 牛神(旧小楠村)
- 大新田(旧小楠村)
- 金手(旧小楠村)
- 東浜(旧小楠村)
- 一ツ松(旧小楠村)
- 宮夫(旧小楠村)
- 大貞(旧大幡村)
- 加来(旧大幡村)
- 上池永(旧大幡村)
- 大悟法(旧大幡村)
- 中原(旧大幡村)
- 相原(旧鶴居村)
- 高瀬(旧鶴居村)
- 永添(旧鶴居村)
- 万田(旧鶴居村)
- 湯屋(旧鶴居村)
- 合馬(旧如水村)
- 上如水(旧如水村、助部から改称)
- 是則(旧如水村)
- 下池永(旧如水村)
- 全徳(旧如水村)
- 伊藤田(旧三保村)
- 北原(旧三保村)
- 福島(旧三保村)
- 定留(旧和田村)
- 田尻(旧和田村)
- 諸田(旧和田村)
- 赤迫(旧今津町)
- 犬丸(旧今津町)
- 今津(旧今津町)
- 植野(旧今津町)
- 鍋島(旧今津町)
- 野依(旧今津町)

## 町
その後、町名設置や大字の新設が行われた。
- 丸山町(1956年、島田より分立)
- 昭和新田(1969年、定留・諸田・今津地先より発足)
- 沖代町1丁目～2丁目(1974年、牛神・蛎瀬・金手より分立)
- 中央町1丁目～2丁目(1974年、上宮永・島田・中殿・蛎瀬・湯屋・万田より分立)
- 豊田町(1974年、島田より分立)
- 東本町(1974年、島田より分立)
- 牛神町1丁目(2003年、牛神より分立)
- 中殿町3丁目～4丁目(2003年、中殿より分立)
- 小祝新町(小祝より分立)
- 田尻崎(田尻地先の埋立地より発足)
- 蛭子町1丁目～3丁目(2013年、島田・中殿より分立)
- 島田本町(2013年、島田より分立)
- 天神町(2013年、島田より分立)
- 宮島町(2013年、島田より分立)

### 通称町名
中心部は正式には「中津市」の次に番地が来るが、昔からの町名を日常的に用いている。以下にその町名を記す。
- 市場町
- 浦町
- 餌指町
- 枝町
- 江三竹町
- 萱津町
- 水主町
- 片端町
- 金谷上ノ丁
- 金谷中ノ丁
- 金谷西ノ丁
- 金谷本丁
- 金谷南ノ丁
- 金谷森ノ丁
- 金谷山ノ神
- 上博多町
- 北稲堀
- 北浦町
- 北新地
- 北堀川町
- 北門通
- 京町
- 小堀
- 米町
- 桜町
- 三ノ丁
- 塩町
- 下正路町(一部は角木にまたがる)
- 新魚町
- 新博多町
- 新堀町
- 船頭町
- 船場町
- 外馬場
- 鷹匠町
- 鷹部屋
- 仲間町
- 角木新町
- 角木町
- 寺町
- 殿町
- 西堀端
- 二ノ丁
- 姫路町
- 袋町
- 船町
- 古魚町
- 東堀端
- 古金谷
- 古博多町
- 豊後町
- 南稲堀
- 南新地
- 南堀川町
- 諸町
- 矢場町
- 山ノ下
- 弓町
- 留守居町

なお、これらの地区には町名板も設置されている。

また、これらの周辺には以下の通称町名がある。
- 上宮永町1丁目～4丁目(上宮永)
- 闇無町(角木)
- 栄町1丁目～2丁目(旧中津町・島田・下宮永)
- 島田仲町(島田)
- 下宮永町1丁目～3丁目(下宮永)
- 新天神町(島田)
- 豊田町1丁目～4丁目(島田・豊田町。正式町名の豊田町が3丁目と通称される)
- 中殿町1丁目～2丁目(中殿。正式町名の中殿町は当町があるために3丁目から始めている)
- 日ノ出町(島田)
- 竜王町(角木)

## 平成の大合併
2005年に下毛郡の残る4町村を編入した。これらの区域は、従来の大字の前に旧町村名を冠している。
三光
- 諌山(旧山口村)
- 田口(旧山口村)
- 成恒(旧山口村)
- 原口(旧山口村)
- 森山(旧山口村)
- 上深水(旧深秣村)
- 上秣(旧深秣村)
- 下深水(旧深秣村)
- 下秣(旧深秣村)
- 西秣(旧深秣村)
- 臼木(旧真坂村)
- 小袋(旧真坂村)
- 佐知(旧真坂村)
- 土田(旧真坂村)

本耶馬渓町
- 今行(旧東耶馬渓村)
- 下屋形(旧東耶馬渓村)
- 曽木(旧東耶馬渓村)
- 西屋形(旧東耶馬渓村)
- 東屋形(旧東耶馬渓村)
- 樋田(旧東耶馬渓村)
- 跡田(旧上津村)
- 落合(旧上津村)
- 折元(旧上津村)
- 西谷(旧西谷村)
- 東谷(旧東谷村)
- 冠石野(旧耶馬渓村)
- 多志田(旧耶馬渓村)

耶馬渓町
- 小友田(旧耶馬渓村)
- 柿坂(旧耶馬渓村)
- 冠石野(旧耶馬渓村)
- 多志田(旧耶馬渓村)
- 戸原(旧耶馬渓村)
- 平田(旧耶馬渓村)
- 福土(旧耶馬渓村)
- 三尾母(旧耶馬渓村)
- 大島(旧下郷村)
- 金吉(旧下郷村) 鏡の原料が産出されたことに由来する
- 樋山路(旧下郷村)
- 宮園(旧下郷村)
- 山移(旧山移村)
- 深耶馬(旧深耶馬渓村)
- 大野(旧津民村)
- 川原口(旧津民村)
- 栃木(旧津民村)
- 中畑(旧津民村)

山国町
- 草本(旧溝部村)
- 小屋川(旧溝部村)
- 平小野(旧溝部村)
- 吉野(旧溝部村)
- 宇曽(旧三郷村)
- 中摩(旧三郷村)
- 長尾野(旧三郷村)
- 藤野木(旧三郷村)
- 守実(旧三郷村)
- 槻木(旧槻木村)